# Doc meets Dorf
Doc meets Dorf ist eine 8-teilige deutsche Fernsehserie, die 2013 auf RTL erstausgestrahlt wurde.

## Inhalt
Die Chirurgin Dr. Fritzi Frühling verliert in der fiktiven Großstadt Bräutigam und Job. Durch eine Erbschaft wird sie Besitzerin eines Bauernhofes in dem kleinen fiktiven Ort namens Kanada. Sie reist dorthin, um sich den Hof anzusehen und ihn dann zu verkaufen. Doch die Dorfbewohner wollen nicht, dass sie wieder geht, weil sie in ihrem Dorf schon lange nach einer neuen Landärztin suchen.

## Hintergrund
Die Produktion wurde häufig mit dem Serienhit Doctor’s Diary verglichen. Das Online-People-Magazin PromiFlash attestierte im August 2013 eine thematische Nähe an die US-amerikanische Serie Hart of Dixie.

## Episoden
Doc meets Dorf hat acht Folgen in einer Staffel.
| Nr. (ges.) | Nr. (St.) | Originaltitel                         | Erstausstrahlung D | Zuschauer |
| ---------- | --------- | ------------------------------------- | ------------------ | --------- |
| 1          | 1         | Cityburger vs. Landleben              | 22. Aug. 2013      | 2,74 Mio. |
| 2          | 2         | Landarzt sein wollen ist nicht schwer | 29. Aug. 2013      | 2,73 Mio. |
| 3          | 3         | Aufgeben ist für Pussies              | 5. Sep. 2013       | 2,09 Mio. |
| 4          | 4         | Wer glaubt denn noch an Märchen       | 12. Sep. 2013      | 2,23 Mio. |
| 5          | 5         | Genug ist verf#ckt nochmal genug      | 19. Sep. 2013      | 2,70 Mio. |
| 6          | 6         | Der Tag, an dem die Welt stehenblieb  | 26. Sep. 2013      | 2,52 Mio. |
| 7          | 7         | Ein Pflaster macht noch keine Narbe   | 10. Okt. 2013      | 2,14 Mio. |
| 8          | 8         | Fire, Water, Burn                     | 17. Okt. 2013      | 2,05 Mio. |

## Ausstrahlung
Die Serie wurde bisher nur auf RTL ausgestrahlt. Sie lief vom 22. August bis zum 17. Oktober wöchentlich auf RTL (donnerstags, 20:15 Uhr).

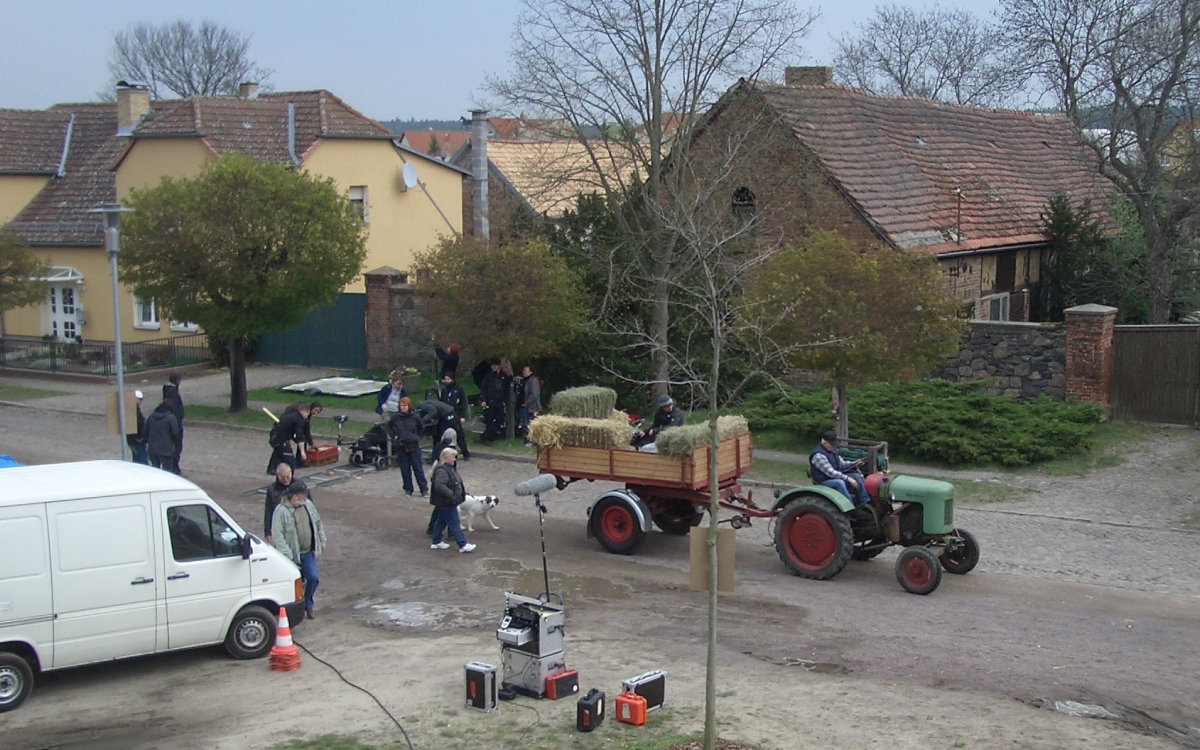
Dreharbeiten in Stücken, April 2012

Doc meets Dorf gehörte zu einer Reihe von Fernsehserien, mit denen RTL ins Sitcom-Fach einzusteigen versuchte. Im Anschluss an die erste Folge hatten noch die RTL-Produktionen Christine. Perfekt war gestern! und Sekretärinnen – Überleben von 9 bis 5 im halbstündigen Format ihr Debüt, die noch weniger erfolgreich waren.
Anfangs erreichte die Serie noch 2,74 Millionen Zuschauer, verabschiedete sich dann mit 2,05 Millionen Zuschauern. Die Entscheidung, dass UFA Fiction keine weitere Staffel von Doc meets Dorf produzieren darf, fiel Anfang November 2013. Es folgten daraufhin wieder einstündige Serien wie Schmidt – Chaos auf Rezept, Der Lehrer oder Der Knastarzt.
Wiederholt wurde die Serie vom 12. November bis zum 5. Dezember 2013 dienstags und donnerstags im RTL-Nachtprogramm. Die Version mit englischsprachigem Untertitel trägt den Titel Welcome to Nowhere, Doc!. 2014 wurde die Serie in spanischer Sprache mit dem Titel ¡Bienvenida al pueblo, Doctora! bei Cosmopolitan Televisión ausgestrahlt. Laut Pressemitteilung der Global Screen vom 9. April 2014 liefen bereits Vermarktungsverhandlungen mit dem russischen Fernsehen.

## Weitere Medien
Die komplette erste Staffel erschien auch auf der DVD Doc meets Dorf – Willkommen am Arsch der Welt mit einer Altersfreigabe ab 16 Jahren (FSK 16).
Der Soundtrack von Jens Oettrich ist im iTunes Store erhältlich.
| Nr. | Titel                         | Länge |
| --- | ----------------------------- | ----- |
| 1.  | All Things Come to an End     | 2:04  |
| 2.  | Beyond the Horizon            | 1:07  |
| 3.  | Flatliner                     | 2:16  |
| 4.  | Fritzi`s Love Theme           | 1:24  |
| 5.  | From Hero to Enternity        | 1:17  |
| 6.  | Give Blood                    | 3:18  |
| 7.  | Good F*****g Morning, Mr. ... | 1:20  |
| 8.  | Into the Darkness             | 1:54  |
| 9.  | Life Is a Bitch               | 1:03  |
| 10. | Living In the Edge of Glory   | 1:47  |
| 11. | Motorcycle Race               | 1:28  |
| 12. | Night At the Pet Graveyard    | 1:12  |
| 13. | Out of the Light              | 1:48  |
| 14. | Positive Energy               | 2:14  |
| 15. | Rain Over Canada              | 1:32  |
| 16. | Rescue Me                     | 1:11  |
| 17. | Rescue of the Kids            | 1:22  |
| 18. | The Wedding Ring              | 1:26  |
| 19. | Welcome to Canada, Mrs. ...   | 1:20  |
| 20. | What´s Your Secret, Bambi     | 1:14  |
| 21. | When All Is Said and Done     | 1:33  |

## Kritik
„Die RTL-Serie „Doc meets Dorf“, die als „Doctor’s Diary“-Nachfolger gehandelt wird, mag ganz nett ausgedacht sein, das Gelbe vom Ei ist diese Dorfchaos-Dramedy um eine sonnige Landärztin mit süßer Zahnlücke (Inez Bjørg David hat mehr als nur das) nicht gerade. Zumindest reichen zwei Folgen nicht aus, um dem (wo)möglichen Charme dieser Serie zu erliegen. Nervig sind die altklugen, völlig unironischen Ich-Kommentare & was die Handlung nicht schafft, das müssen die Popsongs hinkriegen: Emotion und Einfühlung erzeugen.“

„Da war Doc meets Dorf ein kleiner Lichtblick im RTL Prime-Time-Programm. Auch wenn die Serie rund um Dr. Fritzi Frühling [...] vielleicht nicht an Highlights wie Doctor's Diary heranreichte, war es ein qualitativ gut produziertes Format, das durchaus seine Fan-Base hatte und auch solide Quoten einfahren konnte.“